# Врхунски Спајдермен
Врхунски Спајдермен (енгл. Ultimate Spider-Man) америчка је анимирана ТВ серија снимљена по стриповима о Марвеловом суперхероју Спајдермену која се емитује на каналу Дизни од 1. априла 2012.